# Angela Visser
Angela Visser (Nieuwerkerk aan den IJssel, 18 de outubro de 1966) é uma rainha da beleza da Holanda, coroada como Miss Universo 1989 no concurso realizado na cidade de Cancún, México. Em 2001, o grande portal de concursos de beleza Globalbeauties a elegeu como a mais bela Miss Universo de todos os tempos. Em 2011, numa nova votação entre especialistas, depois da eleição de novas coroadas durante os anos 2000, ela ficou com a quarta posição entre todas as sessenta eleitas na história do concurso, mantendo a posição de mais bela do século XX.

## Miss Universo
Em 1988, eleita Miss Holanda, ela concorreu ao Miss Mundo sem contudo conseguir classificação, ficando apenas na 13ª colocação, numa época em que este concurso classificava apenas 10 semifinalistas. No Miss Universo 1989, entretanto, Angela venceu todas as etapas preliminares e semifinais do concurso, num edição dominada pelas europeias, sendo eleita como nova Miss Universo por unanimidade. Até 2015, é a única holandesa eleita Miss Universo.

## Vida posterior
Após seu reinado, passando a residir em Los Angeles, Angela atuou como comentarista e co-apresentadora das edições do Miss Universo entre 1991 a 1994, e participou como atriz convidada de diversas séries da televisão norte-americana como SOS Malibu, Friends e Beverly Hills 90210.